# Олимпи Кътев
Олимпи Кътев е съвременен български политик.

## Биография
Роден е на 19 ноември 1953 в София. Има висше образование по икономика.
Член е на НДСВ от създаването му. Областен управител на Софийска област, 2001 – 2005 при правителството на Симеон Сакскобургготски.
Депутат от XL народно събрание. Заместник-председател на НДСВ от 2007 година. Той е секретар на НДСВ от 2009 година.